# Arash Vakili
Arash Vakili (Teerã, 23 de setembro de 1990) é um voleibolista de praia iraniano medalhista de prata no Campeonato Asiático de Vôlei de Praia de 2018 na Tailândia.

## Carreira
Com Behnam Tavakoli terminou na quadragésima primeira posição no Aberto de Kish pelo Circuito Mundial de 2016.Formou dupla com Abbas Pourasgari pelo Circuito Mundial de 2017, e  no Aberto de Kish encerraram na décima sétima colocação, e pelo Circuito Asiático de Vôlei de Praia deste ano terminaram na nona posição no Aberto de Satun e também no Catar,assim como na edição do Campeonato Asiático de Vôlei de Praia de 2017 em Songkhla.
Formando dupla com Abbas Pourasgari disputou o Circuito Mundial de 2018 alcançando a vigésima quinta posição no Aberto de Kish, etapa válida pelo torneio categoria tres estrelas e o quinto lugar no Aberto de Omã, categoria uma estrela.
Mudou de parceria para disputar o Circuito Mundial de 2018 com Bahman Salemiinjehboroun obtendo o quinto lugar no Aberto de Satun, categoria uma estrela, ma mesma categoria, obtiveram a mesma posição no Aberto de Aydin e no Aberto de Samsun.Com esta formação de dupla  conquistou o terceiro lugar no Aberto de Songhla pelo Circuito Asiático de Vôlei de Praia de 2018.
Ainda em 2018 disputou ao lado de Bahman Salemiinjehboroun a edição do Campeonato Asiático de Vôlei de Praia realizado em Satun e finalizaram com a medalha de prata.No início da temporada do Circuito Mundial de 2019, iniciado em 2018, passou a competir ao lado de Bahman Salemiinjehboroun na conquista da medalha de bronze no Aberto de Bandar Torkaman, categoria uma estrela

## Títulos e resultados
- Torneio 1* de Bandar Torkaman do Circuito Mundial de Vôlei de Praia:2019[13]
- Aberto de Songkha de Circuito Asiático:2018[11]